# هیروساوا نو تسوبانه

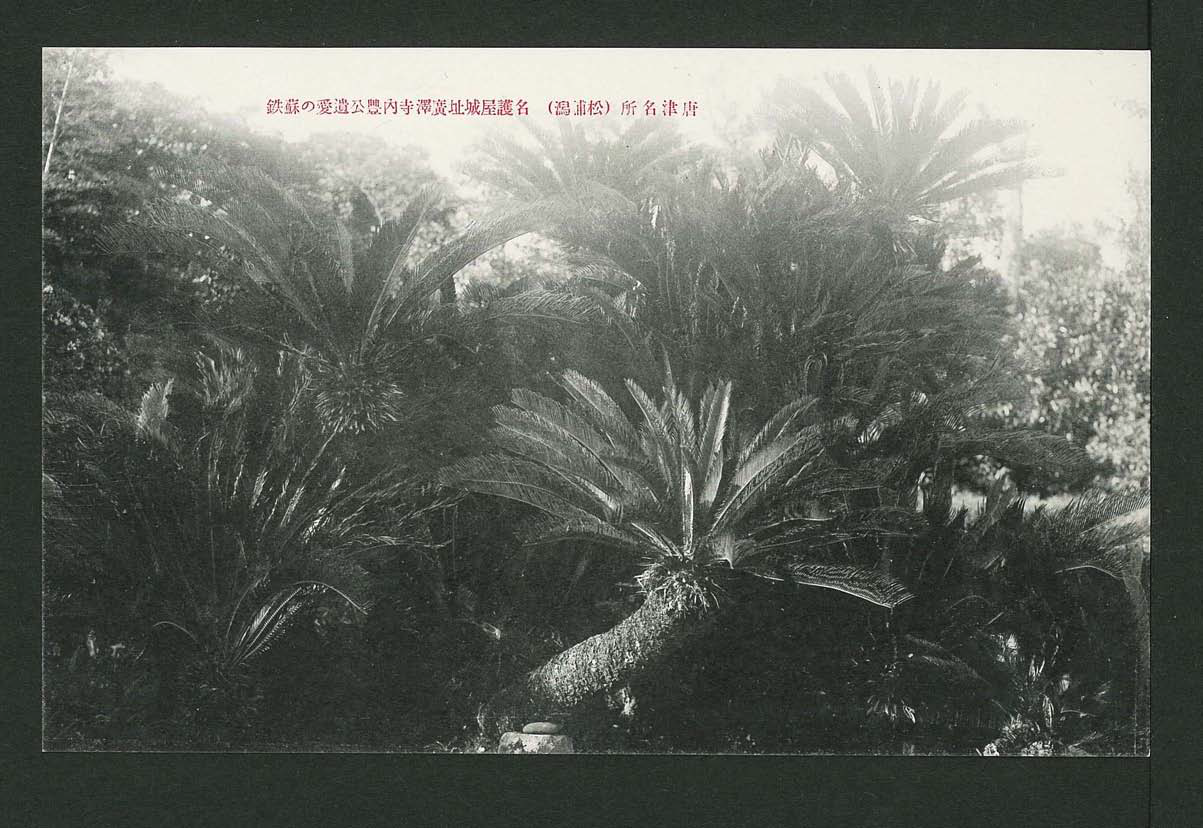
نخل هایی که توسط وی در محوطه معبد کاشته شده است. به این محل را به همین علت شهرت داده است

هیروساوا نو تسوبانه (به ژاپنی: 広沢局 ひろさわのつぼね) (تولد ۱۵۷۳ –مرگ ۱۶۳۶) یکی از زنان ژاپنی، در دوره آزوچی-مومویاما تا اوایل دوره ادو بود. وی در سال ۱۵۹۳ میلادی در هنگام تهاجم هیده‌یوشی به کره (۱۵۹۸–۱۵۹۲) یکی از همسران غیر اصلی تویوتومی هیده‌یوشی شد. وی تا سن ۲۰ سالگی هنوز مجرد بود هنگامی که تویوتومی هیده‌یوشی به قلعه ناگویا (ولایت هیزن) وارد شد با او آشنا شد. از این ازدواج فرزندی حاصل نشد. پس از مرگ هیده‌یوشی (۱۵۹۸) وی معبدی را برپا کرد و نخل‌هایی که کاتو کیوماسا از کره با خود آورده بود را در معبد کاشت.